# Roman Geszlecht
Roman Alfred Geszlecht (ur. 28 grudnia 1961 w Chorzowie) – polski i niemiecki piłkarz; młodzieżowy reprezentant Polski na młodzieżowych MŚ w Australii w 1981, gdzie wystąpił w dwóch meczach. Ocierał się też o seniorską kadrę – brał udział w zgrupowaniach kadry Antoniego Piechniczka przed Mistrzostwami Świata w 1982 w Hiszpanii.
Wychowanek Chorzowianki Chorzów, w polskiej lidze od lipca 1980 do czerwca 1982 reprezentował Zagłębie Sosnowiec.
W lipcu 1982 w czasie powrotu do kraju po meczu reprezentacji U21 z Anglią pozostał w RFN, gdzie przyjął niemieckie obywatelstwo i w związku z tym zaczął stosować niemiecką pisownię nazwiska Geschlecht nie przestając wskazywać na swoją polską narodowość. Zaliczył ponad 100 występów w Bundeslidze. Występował w ligach niemieckich w barwach FC Schalke 04, Bayeru 04 Leverkusen, Hannover 96, FC 08 Homburg, SC Rot-Weiß Essen.
Przez pierwsze półrocze roku 1999 był trenerem Wuppertaler SV.